# Lenuc Hun (Ort)
Lenuc Hun (Lenuk Hun, fälschlich Lunukhun, früher Leunfun)  ist eine osttimoresische Ortschaft in der Aldeia Lenuc Hun (Sucos Camea, Verwaltungsamt Cristo Rei, Gemeinde Dili). Ihr Zentrum liegt in einer Meereshöhe von 286 m, im Nordwesten der Aldeia, im Hügelland östlich der Landeshauptstadt Dili. Nördlich liegt Dilis Stadtteil Bekaril an der Bucht von Dili, westlich der Stadtteil Masau. Eine Straße führt nach Südosten zum Dorf Ailelehun.
Nordöstlich von Lenuc Hun befindet sich das Bergmassiv des Cacusa, das seit jeher als heilig gilt. Früher ein Zeremonienort der Mambai ist er seit 2023 ein römisch-katholischer Pilgerort. Traditionell gehört das Bergmassiv den Einwohnern von Lenuc Hun.